# Reuthen (Ottobeuren)

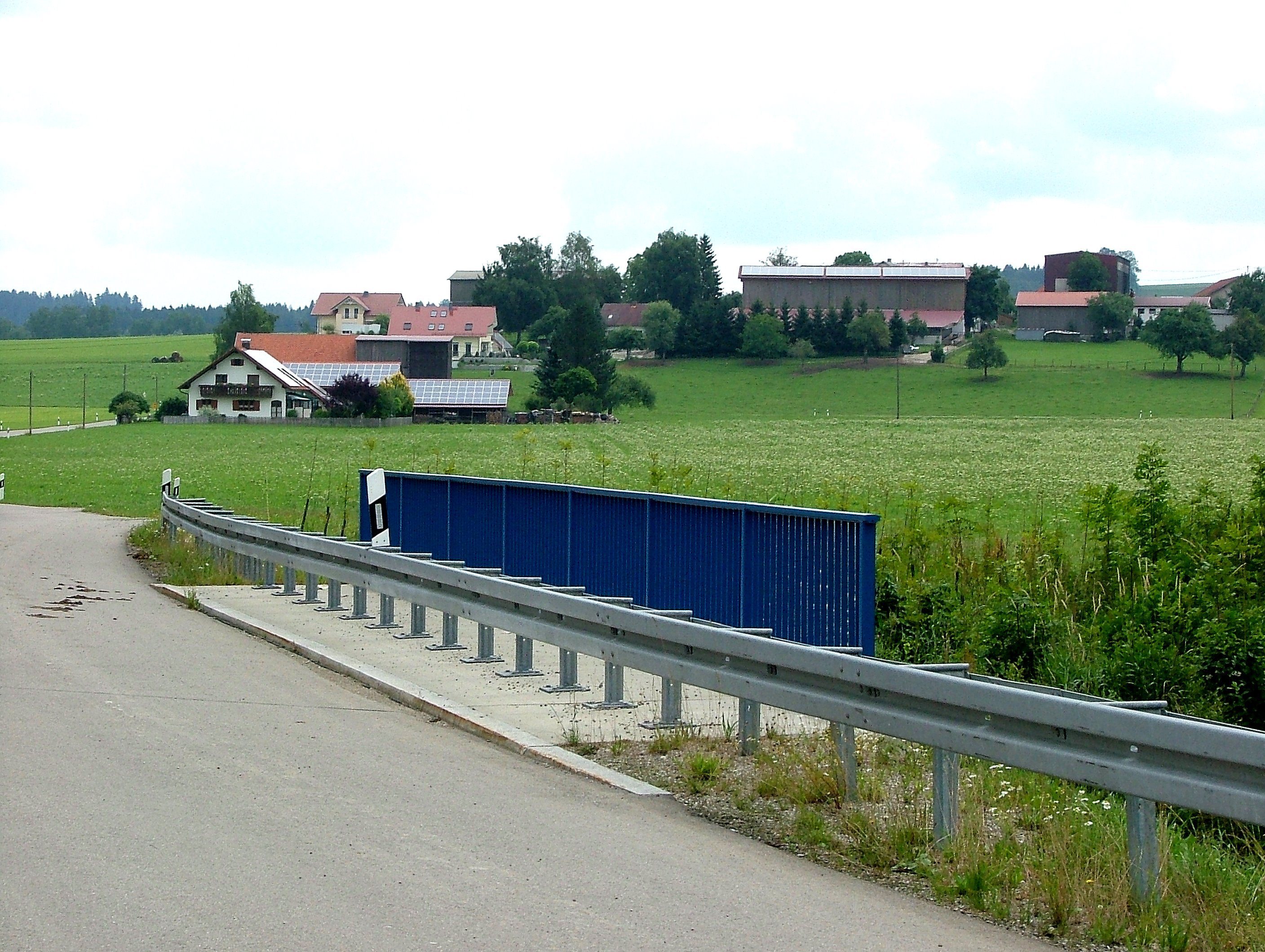
Reuthen

Reuthen ist ein Gemeindeteil des Marktes Ottobeuren im oberschwäbischen Landkreis Unterallgäu.

## Geografie
Das Dorf Reuthen liegt etwa drei Kilometer südlich von Ottobeuren. Der Ort ist über die Staatsstraße St 2011 mit dem Hauptort verbunden.

## Geschichte
Reuthen ist als Rodungssiedlung um das Jahr 1000 entstanden. 1209 wurde die Siedlung erstmals urkundlich erwähnt. In der Urkunde schenkte der Dekan und Pfarrer von Hawangen und Stephansried, Heinrich von Rutin, seinem Vater einen Jahrtag. Im Jahre 1564 lebten in dem Weiler 65, 1811 auf elf Anwesen 75 Personen. Die Bevölkerungszahl blieb stabil, im Jahre 1970 lebten 70 Personen in dem Weiler. Reuthen gehörte zur Gemeinde Haitzen und wurde mit dieser am 1. Januar 1972 im Zuge der Gebietsreform in Bayern in den Markt Ottobeuren eingegliedert.